# ميلتون هيومايسون
ميلتون هيومايسون (1891-1972)، بالإنجليزية Milton Lasell Humason هو أخصائي قياس ابتعاد المجرات، والتقاط صور بالغة الصعوبة قديماً، حيث تظل عدسته مفتوحة لفترات طويلة لتصل إلى 70 ساعة لأطياف المجرات الخافتة، قاس منها سرعة ابتعاد المجرات، ولم يتلق هيومايسون، الذي اعتبر واحد من ابرع الفلكيين في زمنه، أي تدريب رسمي، وبدأ حياته كسائق حمير وحصّل معلوماته بالوقوف دورياً على جبل ويلسون ليريح دوابه، وأخيرا استطاع أن يقنع مسؤولي المرصد بتعيينه مساعداً.

## سيرته
- أمريكي الجنسية، ولد في 19 أغسطس عام 1891 في مدينة دودج سينتر بولاية مينيسوتا، تخصص في علم الفلك، عمل في مرصد ويلسون.
- في سن الـ14 عاماً استبعد من المدرسة، وكان يحب الجبال وعلى وجه الخصوص جبل ويلسون الذي كان يقضي معظم وقته عليه يتأمل النجوم، في حين كان يجري بناء مرصد ويلسون، وفي عام 1917، بعد أن قضى فترة قصيرة في مزرعة في لوس أنجليس فيرن، أصبح حارس في المرصد. انطلاقا من محض إرادته.

وتطوع ليكون مساعد في المرصد، وساعده في ذلك مهارته التقنية، في عام 1919 جورج اليري هيل جعلته أحد موظفي جبل ويلسون. وهذا لم يسبق له مثيل لأن هيوماسون
لم يكن على درجة دكتوراه، أو حتى شهادة ثانوية، ولكن سرعان ما ثبت أن حكم هيل صحيح، لأنه قدم العديد من الاكتشافات الرئيسية القائمة على الملاحظة، أصبح يعرف كمراقب دقيق، واستطاع الحصول على صور واضحة صعبة لمجرات باهته، وأكتشف المذنب C/1961 R1.
- وملاحظاته لعبت دوراً رئيسيا في تطوير علم الكونيات المادي، بما في ذلك مساعدة إدوين هابل في صياغة قانون هابل. وفي عام 1950 حصل D.Sc. من جامعة لوند.
- وتقاعد في عام 1957،
- مات في 18 يونيو عام 1972 عن عمر ناهز الـ80 عاماً، في مدينة ميندوسينو، كاليفورنيا.
- ظهر في فيلم وثائقي «في شعبية كوزموس» عن رحلة شخصية عالم الفلك كارل سوغان ظهر فيه ميلتون هيوماسون.
- سميت حفرة على القمر باسمه تكريما له "حفرة هيوماسون"، وكذلك مجموعة نجمية.

## روابط خارجية
- ميلتون هيومايسون على موقع IMDb (الإنجليزية)
- ميلتون هيومايسون على موقع الموسوعة البريطانية (الإنجليزية)